# Put You on the Game
Put You on the Game – singiel amerykańskiego rapera The Game’a. Został wydany 30 sierpnia, 2005 roku. Utwór pochodzi z albumu The Documentary z 2005 roku. Piosenka została napisana przez Game i wyprodukowana przez Timbalanda. Do singla powstał teledysk.
Singiel był kontrowersyjny, gdyż zawierał obraźliwe wersy skierowane do dawnego szefa, założyciela grupy G-Unit - 50 Centa. Przed wydaniem tego utworu, doszło do beefu między Game'm a 50 Centem.

## Lista utworów
1. „Put You On The Game (Clean)” (4:14)
2. „Put You On The Game (Album)” (4:14)
3. „Put You On The Game (Instrumental)” (4:16)